# Au Go Go Records
Au Go Go Records  también llamado Au Go-Go Records y también simplemente llamado Au Go-Go y Au-Go-Go fue una compañía discográfica independiente australiana formada en 1979 por Bruce Milne y Philip Morland en la cual ambos fundadores se conocieron en una famosa calle de Melbourne llamada "Brunswick" que es reconocido por tener presentaciones en vivo de muchos grupos musicales, restaurantes de café, entre otros.
El estilo musical de la discográfica se enfoca en distintos géneros pero principalmente en el punk rock, new wave, la escena underground, la escena del punk en Australia de la década de 1970 y el rock.
El primer lanzamiento de la discográfica fue un single de la banda australiana de rock: Candy Harlots titulado "Red Hot Rocket" en la cual fue un lanzamiento limitado de 500 copias en vinilo en la cual la curiosidad de esta edición es que fueron lanzados extrañamente empacados en bragas femeninas.

## Algunos artistas de la discográfica
- Big Black
- Butthole Surfers
- Dinosaur Jr.
- Harem Scarem (Australia)
- Spiderbait
- The 5.6.7.8's (Japón)
- The Onyas